# Adolph Leineweber
Adolph August Karl Leineweber (* 10. Oktober 1874 in Braunschweig; † 1927) war Abgeordneter des Provinziallandtages der preußischen Provinz Hessen-Nassau.

## Leben
Adolf Leineweber wurde als Sohn des Polizeisergeanten Karl Friedrich August Leineweber und dessen Gemahlin Karoline Sophie Lutze geboren. Nach seiner Schulausbildung ging er zur Reichspost. 1907 zog er von Magdeburg nach Kassel und war hier zuletzt als Oberpostrat tätig. Er engagierte sich in der Kommunalpolitik und kam als Mitglied der Deutschen Demokratischen Partei in den Kasseler Stadtrat. 1920 erhielt er ein Mandat für den Kurhessischen Kommunallandtag des Regierungsbezirks Kassel, aus dessen Mitte er als Abgeordneter des Provinziallandtages der Provinz Hessen-Nassau bestimmt wurde. Leineweber blieb bis zu seinem Wegzug nach Berlin  im Jahre 1927 in den Parlamenten. 